# Senad Lulić
Senad Lulić , bosanskohercegovski nogometaš , * 18. januar 1986, Mostar.

## Življenjepis
Del otroštva je preživel v Mostarju, potem pa se je  zaradi vojne leta 1992 z družino preselil v Švico, kjer je začel nogometno pot.
Lulić je od leta 2011 nogometaš Lazia in član reprezentance Bosne in Hercegovine. Lahko igra na položaju krilnega branilca ali pa v zvezni vrsti. Za reprezentanco je debitiral leta 2008 proti Azerbejdžanu. Prvi gol za reprezentanco je dosegel 7. junija 2013 v kvalifikacijah za Svetovno prvenstvo 2014 proti Latviji. Takrat je dosegel gol za 1-0 in BiH, ki je v Rigi na koncu zmagala z rezultatom 5-0.